# Government House (Hong Kong)

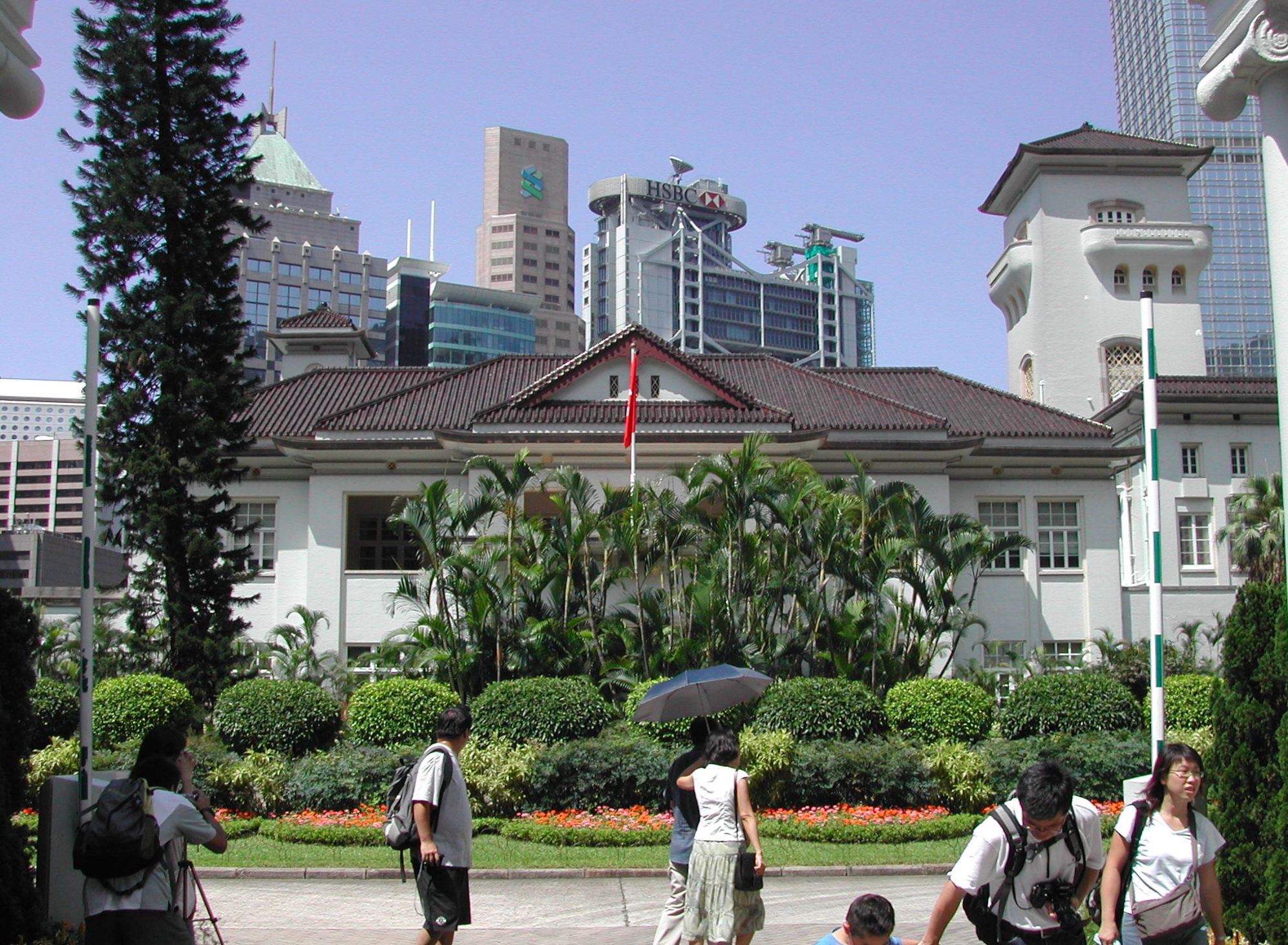
La façade de Government House.

Government House (香港禮賓府) est la résidence officielle du chef de l'exécutif de Hong Kong. Située sur Government Hill, elle est construite de 1851 à 1855 dans le style néo-Renaissance. Elle est significativement modifiée durant l'occupation japonaise de Hong Kong pendant la Seconde Guerre mondiale, ce qui en résulte un style hybride japonais-néo-classique
Government House est la résidence officielle du gouverneur de Hong Kong de 1855 à 1997, avant que le territoire ne soit rétrocédé à la Chine. Sur les 28 gouverneurs de Hong Kong, 25 ont utilisé le bâtiment comme résidence officielle.
Situé entre Upper Albert Road et Lower Albert Road à Central, Government House se trouve sur un terrain de 24 000 m². Son élévation frontale fait face au sud en direction du pic Victoria, tandis que juste en dessous de sa partie nord se trouvent les anciens bureaux du gouvernement central (en) (actuellement Justice Place).
Le bâtiment est classé monument déclaré en 1995 en vertu de l'ordonnance sur les antiquités et monuments.

## Histoire

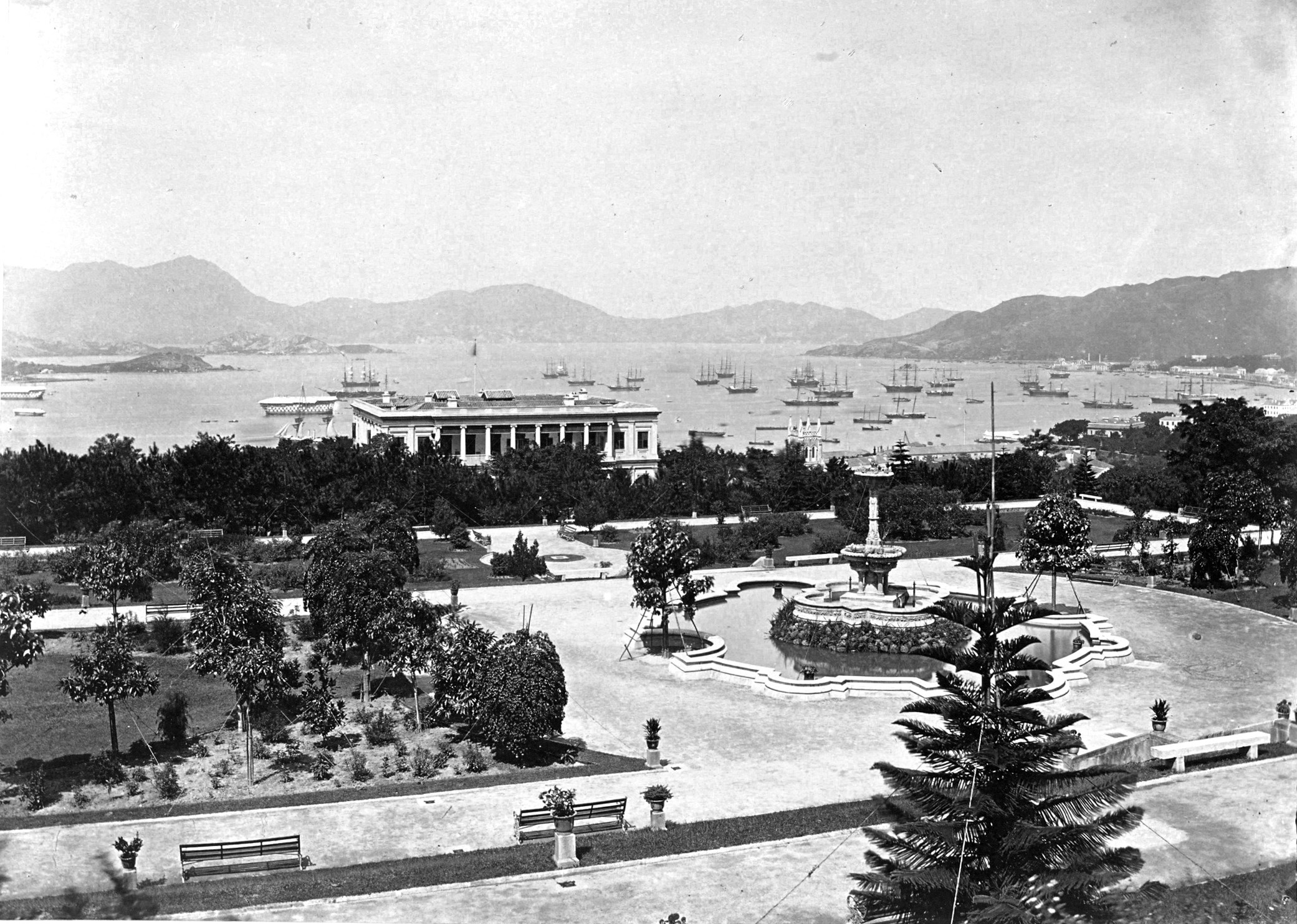
Jardin public et Gouvernment house entre 1860 et 1880.

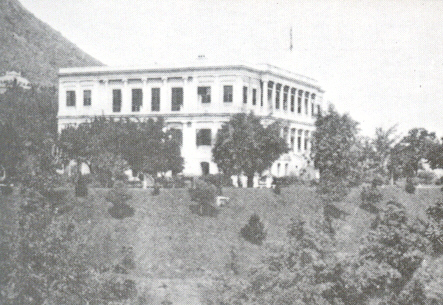
Government House en 1868.

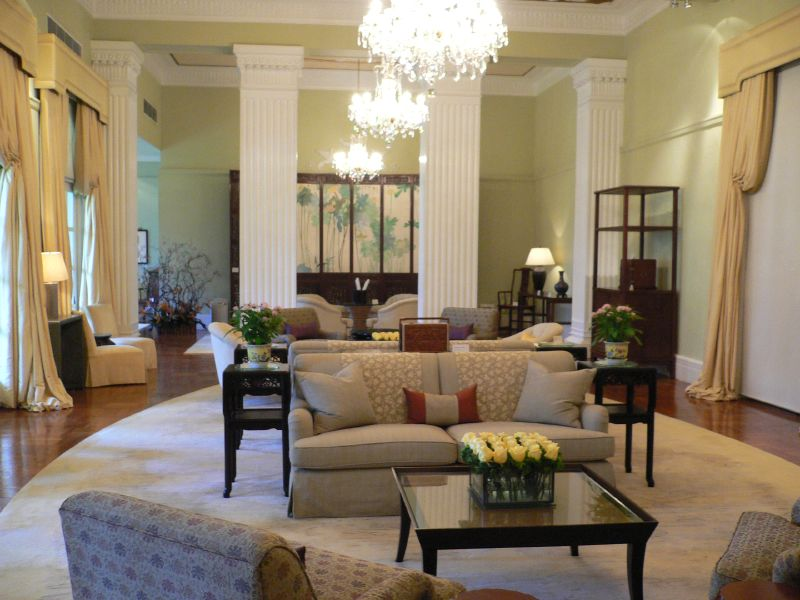
Salle de séjour.

Government House est dessiné par Charles St George Cleverly (en) et sa construction démarre en 1851, huit ans après la prise de possession du territoire par Hong Kong. Il met quatre ans à être achevé. Le premier gouverneur à s'y installer est John Bowring, le 4e à ce poste, et le dernier est Chris Patten.
Government House accueille également le conseil législatif de Hong Kong de 1855 jusqu'aux années 1930. Le conseil utilise la salle de bal à partir de 1891
Durant l'occupation japonaise pendant la Seconde Guerre mondiale (1941–1945), le bâtiment est occupé par le gouverneur militaire japonais et sa forme est modifiée pour un style hybride japonais-néo-classique par Seichi Fujimura en 1944, principalement par l'ajout d'une tour et d'éléments de toit.
Le 16 septembre 1945, l'acte de reddition est signé à Government House. Les artefactes japonais sont supprimés en 1946, mais la tour est toujours présente. De 1947 à 1957, deux sculptures de lions sont érigées à l'entrée. De 1971 à 1982, une piscine en forme de rein est construite dans le jardin. De 1982 à 1986, une piscine ornementale avec une fontaine est construite au pied de l'escalier principal descendant de la véranda nord. De 1987 à 1992, une petite pergola sur la terrasse inférieure est érigée et la pièce d'eau de l'escalier principal du jardin est transformée en une impressionnante jardinière.
Government House est classé monument déclaré en 1995 en vertu de l'ordonnance sur les antiquités et monuments.
Après la rétrocession de Hong Kong à la Chine en 1997, le bâtiment sert de salle de réception pour des cérémonies (telles que la remise des distinctions honorifiques et des banquets officiels). Tung Chee-hwa, le premier chef de l'exécutif, choisit de ne pas résider pas à Government House mais plutôt à Grenville House (en).
De 1997 à 2005, une galerie de bonsaï est introduite dans la véranda.
Donald Tsang, le deuxième chef de l'exécutif, emménage dans la résidence en janvier 2006, après d'importants travaux de rénovation. Le journal The Standard critique le fait que le coût de la rénovation soit estimé à 14,5 millions HK$, dont 300 000 HK$ alloués à un nouvel étang à poissons conçu pour accueillir la collection de koïs de Tsang.
De 2005 à 2012, un étang à poissons extérieur est ajouté dans le jardin arrière. De 2012 à 2017, un système de compostage à trois bacs est ajouté dans le jardin arrière. En 2017, l'un des courts de tennis est converti en espace paysager.

## Principales caractéristiques

### Extérieur
L'entrée principale de la maison fait face au sud en direction du pic Victoria. Du côté nord se trouvent les anciens bureaux du gouvernement central (en), où la plupart des bureaux du secrétariat du gouvernement étaient situés jusqu'en 2011.
Le porche de voiture à l'avant avec des cadres en granit est une caractéristique architecturale notable de Government House
L'extérieur de Government House est plâtré dans un style Art déco. Le bâtiment a un caractère unique et des significations historiques avec un mélange de différents styles architecturaux ajoutés sur une période de plus d'un siècle.

### Jardin
Government House dispose d'une pelouse à l'avant et d'un jardin à l'arrière décoré de fleurs. Plantées à l'origine en 1919, les azalées multicolores fleurissent chaque printemps. Il existe également une espèce d'arbre rare, Brownea grandiceps (Rose du Venezuela), originaire d'Amérique du Sud et inscrite au registre des arbres anciens et précieux du département des loisirs et des services culturels. De sept mètres de haut, avec une couronne de neuf mètres, cet arbre est maintenu en état par le personnel horticole. En effet, il y a de nombreux arbres matures sur le terrain dont se trouve parmi eux un Litchi chinensis géant.
Le jardin comprend également une piscine en forme de rein et un étang à poissons en plein air.

### Intérieur
La salle de bal est utilisée pour accueillir des banquets pour les invités de la maison et de l'étranger. C'est également le lieu de la cérémonie de remise des honneurs et des prix et de diverses activités d'engagement communautaire.
La salle à manger est utilisée pour les banquets de plus petite échelle pour les invités de la maison et de l'étranger.
La salle de dessin est utilisée pour recevoir des invités et tenir des réunions. Ses murs et plafonds sont ornés de moulures en plâtre raffinées.

### Gate Lodges et gardes de Government House
À l'entrée principale sur Upper Albert Road, il y a deux bâtiments avec une porte en fer connue sous le nom de Gate Lodges. Construit en 1855, ce sont les plus anciennes structures de Government House. Ils ont été conçus par l'arpenteur général Charles St George Cleverly qui était chargé de la construction de la première génération de Government House dans les années 1850. Les loges abritaient autrefois les gardes du gouvernement, qui se tenaient devant la maison et protégeaient le gouverneur de Hong Kong. Diverses unités de l'armée britannique stationnées à Hong Kong ont été utilisées comme unités de garde dont :
- le 1er bataillon du régiment royal de la Reine (1962-1963)
- la compagnie C du 1er bataillon du régiment royal du duc d'Édimbourg (en)

Depuis la rétrocession de 1997, ce sont des agents de la police de Hong Kong qui gardent le bâtiment.

## Journées portes ouvertes

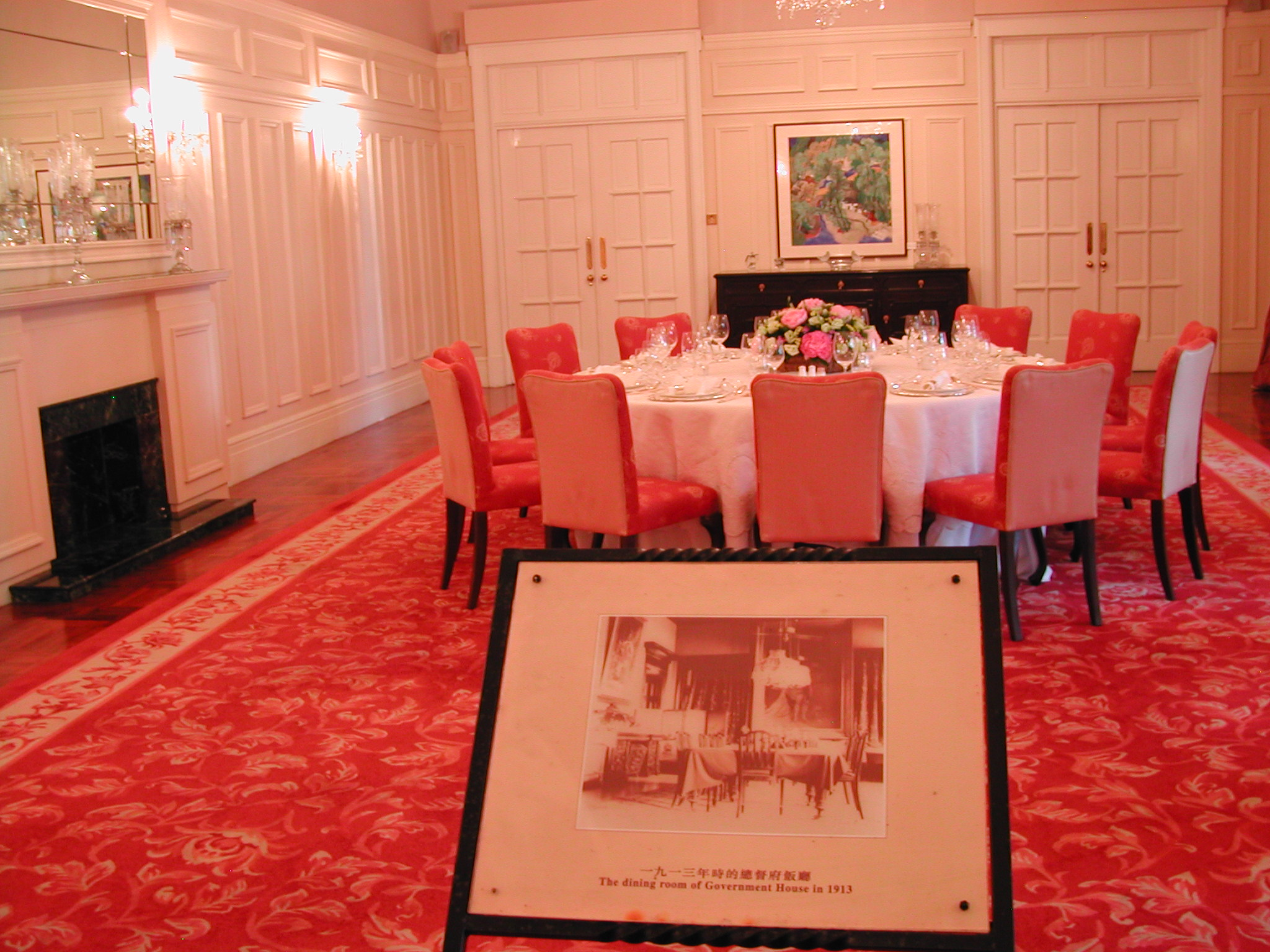
Salle à manger.

Le jardin du Government House est ouvert deux fois par an au public. L'une de ces deux occasions au moins sera organisée au printemps pour permettre au public de partager le plaisir de voir la pleine floraison des azalées. Les visiteurs sont généralement autorisés à passer par le salon, la salle à manger et la salle de bal où se déroulent les principales fonctions officielles.
Les journées portes ouvertes sont généralement organisées le week-end. Les dates sont annoncées dans des communiqués de presse une semaine à l'avance. L'entrée est gratuite.

## Réservation
La salle de bal de Government House est mise à disposition dans les années 1990 trois vendredis par mois pour les réservations d'organisations caritatives, à but non lucratif ou publiques pour accueillir des événements qui profitent à la communauté. La nature de l’événement faisant l'objet de la demande doit correspondre à l’identité de Government House en tant que monument historique important de Hong Kong et à son statut d’endroit digne où le gouvernement de Hong Kong peut tenir des fonctions officielles. Début 2006, le chef de l'exécutif emménage dans le bâtiment et l'utilise comme résidence officielle et bureau. La plupart des membres du personnel du bureau du chef de l'exécutif sont également transférés à Government House. Depuis lors, Government House n'est plus disponible à la réservation pour des raisons de sécurité et opérationnelles.

## D'autres résidences officielles
En 1900, Mountain Lodge (en) sur le pic Victoria est construit pour servir de résidence d'été alternative au gouverneur, un rôle qu'il conserve jusqu'en 1934. Le bâtiment survit jusqu'en 1946 et il n'en reste aujourd'hui que la Gate Lodge (en) et le jardin du pic Victoria (en). L'une des trois pierres de marquage GOUVERNOR'S RESIDENCE de l'ancien Mountain Lodge est installée dans le petit parterre de fleurs devant l'entrée de Government House en 1980.
Depuis 1934, le Pavillon de Fanling (en) dans les Nouveaux Territoires sert de résidence d'été au gouverneur. Il conserve ce rôle aujourd'hui et est désormais la résidence alternative du chef de l'exécutif de Hong Kong. Le bâtiment est occupé principalement les week-ends et les jours fériés.

## Feng shui
Selon le New York Times, un prétendu mauvais feng shui serait la raison pour laquelle Tung Chee-hwa refusait de vivre ou de travailler à Government House après être devenu chef de l'exécutif. Au cours de ses différents mandats, il fut toujours fortement critiqué par les Hongkongais et sa popularité est tombée bien en dessous de 40% au moment de sa démission.
Le journal The Standard pensait que la raison qu'a Tung de rester à l'écart du manoir était politique et constituait un effort subtil pour réduire l'héritage britannique séculaire sur Hong Kong. D'autres sources mentionnent que « c'est l'avertissement concernant les dispositifs d'espionnage [installés dans tout Government House] qui l'effrayait ».